# Johann Christoph Adelung
Pour les articles homonymes, voir Adelung.
Johann Christoph Adelung (8 août 1732 - 10 septembre 1806) est un bibliothécaire et philologue allemand, auteur du premier dictionnaire allemand exhaustif.

## Biographie
Né en 1732, en Poméranie, il est d'abord professeur au gymnase d'Erfurt (1759), se fixe ensuite à Leipzig (1761), et devient en 1787 bibliothécaire de l'électeur de Dresde, fonctions qu'il remplit jusqu'à sa mort.
Ses principaux ouvrages sont : 
1. Dictionnaire grammatical et critique de la langue allemande (5 vol. in-4 Leipzig, 1774-1786, réimprimé avec corrections et additions en 4 volumes, Leipzig, 1793-1801 ;
2. Glossarium manuale ad scriptores mediæ et infimæ latinitatis (6 volumes in-8, Halle, 1772), abrégé de l'ouvrage de Charles du Fresne, sieur du Cange ;
3. Histoire des folies humaines, Leipszig, 1785 ;
4. Tableau de toutes les sciences, des arts et métiers, etc. (4 parties, Leipzig, 1778-1788), encyclopédie ;
5. Histoire de la civilisation, Leipzig, 1782-1788;
6. Histoire de la philosophie, 3 volumes, in-8. Leipzig, 1786;
7. La plus ancienne histoire des Teutons, in-8, Leipzig, 1806;
8. Mithridates, ou Tableau universel des langues, avec le Pater en 500 langues, Berlin, 1806, in-8.

Il ne peut achever ce dernier ouvrage, celui de tous ses travaux qui a le plus contribué à le faire connaître hors de son pays. Il n'en a publié que le 1er volume. Deux autres ont paru depuis par les soins de Johann Severin Vater, 1809 et 1817.
Il est l'oncle de l'érudit Friedrich von Adelung.